# Пајнгри (Северна Дакота)
Пајнгри (енгл. Pingree) град је у америчкој савезној држави Северна Дакота.

## Демографија
По попису из 2010. године број становника је 60, што је 6 (-9,1%) становника мање него 2000. године.
| Група             | 2000.      | 2010.      |
| Белци             | 65 (98,5%) | 56 (93,3%) |
| Афроамериканци    | 0 (0,0%)   | 0 (0,0%)   |
| Азијати           | 1 (1,5%)   | 0 (0,0%)   |
| Хиспаноамериканци | 0 (0,0%)   | 3 (5,0%)   |
| Укупно            | 66         | 60         |